# ロジェ・エイム
ロジェ・エイム（仏: Roger Heim 、1900年2月12日 – 1979年9月17日）は、特に菌類を専門とするフランスの植物学者である。

## 略歴
パリで生まれた。パリのエコール・サントラルで学んだ。化学技術者の訓練を受けたが、キノコの研究を行った。1935年にルーマニアの菌学者、Panca Eftimiuと結婚し、息子のジャン＝ルイ・エイム（Jean-Louis Heim）は古人類学の研究者となった。第二次世界大戦でレジスタンスに参加し、1951年から1965年まで国立自然史博物館の館長を務めた。国際自然保護連合(IUCN)の設立者の一人で、1954年から1958年までIUCNの会長を務めた。
菌類研究の分野では、チチタケ属とベニタケ属やハラタケ科などの分類学研究やを行った。ロバート・ゴードン・ワッソンとモエギタケ科 (Strophariaceae) などの強い催幻覚性作用を有するキノコの研究を行い、シロシビンとシロシンなどのアルカロイドの発見につながった研究で知られる。
1958年にダーウィン＝ウォレス・メダルを受賞し、1973年にアメリカ菌学会の名誉会員に選ばれた。

## 主な著作
- 1931. Le genre Inocybe, Encycl. Mycol. 1. 432 p.
- 1938. Les Lactario-Russulés du domaine oriental de Madagascar. 196 p.
- 1947. La sombre route (Souvenir des Camps de Concentration Nazis). 280 p.
- 1948. Les Champignons. Tableaux d'un MondeÉtrange. 143 p.
- 1952. Destruction et Protection de la Nature. 224 p.
- 1955. Un Naturaliste Autour du Monde. 207 p.
- 1957. Les Champignons d'Europe, vol. 1. 327 p
  - vol. 2. 572 p.
  - 1969. 2nd ed. as one vol., 680 p.
- 1958. ロバート・ゴードン・ワッソンと共著. Les champignons hallucinogens du Mexique. Paris: Editions du Museum National d'Histoire Naturelle.
- 1963. Les Champignons Toxiques et Hallucinogènes.  Paris: Boubée & Cie. 320 p.
  - 2nd rev. ed in 1978. Société des Éditions Boubée. 270 p.
- 1973. L'angoisse de l'an 2000. 398 p.
- 1977. Termites et Champignons: Les champignons termitophiles d'Afrique Noire et d'Asia meridionale. 207 p.